# Liste des monuments historiques de la Vendée
Cet article recense les monuments historiques de la Vendée, en France.
- Pour les monuments historiques de Fontenay-le-Comte, voir la Liste des monuments historiques de Fontenay-le-Comte.
- Pour les monuments historiques de L'Île-d'Yeu, voir la Liste des monuments historiques de L'Île-d'Yeu.
- Pour les monuments historiques de La Roche-sur-Yon, voir la Liste des monuments historiques de La Roche-sur-Yon.
- Pour les monuments historiques de Noirmoutier-en-l'Île, voir la Liste des monuments historiques de Noirmoutier-en-l'Île.

## Statistiques
Au 30 juillet 2025, la Vendée compte 380 édifices comportant au moins une protection au titre des monuments historiques, dont 122 sont classés et 272 sont inscrits. Le total des monuments classés et inscrits est supérieur au nombre total de monuments protégés car plusieurs d'entre eux sont à la fois classés et inscrits.
- Haut – A
- B
- C
- D
- E
- F
- G
- H
- I
- J
- K
- L
- M
- N
- O
- P
- Q
- R
- S
- T
- U
- V
- W
- X
- Y
- Z

## Liste
| Monument                                                                                        | Commune                             | Adresse                                                      | Coordonnées                                                  | Notice                                                       | Protection                                                   | Date                                                         | Illustration                                                                                    |
| ----------------------------------------------------------------------------------------------- | ----------------------------------- | ------------------------------------------------------------ | ------------------------------------------------------------ | ------------------------------------------------------------ | ------------------------------------------------------------ | ------------------------------------------------------------ | ----------------------------------------------------------------------------------------------- |
| Église Saint-Benoît d'Aizenay                                                                   | Aizenay                             |                                                              | 46° 44′ 23″ nord, 1° 36′ 32″ ouest                           | « PA85000028 »                                               | Inscrit                                                      | 2007                                                         | Église Saint-Benoît d'Aizenay                                                                   |
| Logis de Bonnefonds                                                                             | Aizenay                             |                                                              | 46° 44′ 28″ nord, 1° 37′ 26″ ouest                           | « PA00132743 »                                               | Inscrit                                                      | 1994                                                         | Image manquante Téléverser                                                                      |
| Église Notre-Dame-de-l'Assomption                                                               | Angles                              |                                                              | 46° 24′ 30″ nord, 1° 24′ 12″ ouest                           | « PA00110015 »                                               | Classé                                                       | 1913                                                         | Église Notre-Dame-de-l'Assomption                                                               |
| Tour de Moricq                                                                                  | Angles                              |                                                              | 46° 24′ 18″ nord, 1° 22′ 36″ ouest                           | « PA00110014 »                                               | Classé                                                       | 1915                                                         | Tour de Moricq                                                                                  |
| Château d'Apremont                                                                              | Apremont                            |                                                              | 46° 44′ 57″ nord, 1° 44′ 29″ ouest                           | « PA00110016 »                                               | Inscrit Classé                                               | 1926 1975                                                    | Château d'Apremont                                                                              |
| Château de l'Audardière                                                                         | Apremont                            |                                                              | 46° 43′ 54″ nord, 1° 45′ 36″ ouest                           | « PA00110017 »                                               | Inscrit                                                      | 1981                                                         | Image manquante Téléverser                                                                      |
| Croix hosannière d'Apremont                                                                     | Apremont                            |                                                              | 46° 44′ 50″ nord, 1° 44′ 20″ ouest                           | « PA00110018 »                                               | Inscrit                                                      | 1926                                                         | Croix hosannière d'Apremont                                                                     |
| Manoir de la Tuderrière                                                                         | Apremont                            |                                                              | 46° 44′ 12″ nord, 1° 44′ 09″ ouest                           | « PA00110019 »                                               | Inscrit Inscrit                                              | 1984 2016                                                    | Image manquante Téléverser                                                                      |
| Église Saint-Laurent d'Aubigny                                                                  | Aubigny-les-Clouzeaux               |                                                              | 46° 35′ 45″ nord, 1° 27′ 10″ ouest                           | « PA00110020 »                                               | Inscrit                                                      | 1926                                                         | Église Saint-Laurent d'Aubigny                                                                  |
| Prieuré d'Auzay                                                                                 | Auzay                               |                                                              | 46° 26′ 36″ nord, 0° 51′ 39″ ouest                           | « PA00132775 »                                               | Inscrit                                                      | 1994                                                         | Image manquante Téléverser                                                                      |
| Château de la Guignardière                                                                      | Avrillé                             |                                                              | 46° 28′ 29″ nord, 1° 30′ 33″ ouest                           | « PA00110021 »                                               | Classé                                                       | 1978                                                         | Château de la Guignardière                                                                      |
| Menhir de la Boilière                                                                           | Avrillé                             | La Boilière                                                  | 46° 28′ 00″ nord, 1° 28′ 57″ ouest                           | « PA00110026 »                                               | Classé                                                       | 1889                                                         | Menhir de la Boilière                                                                           |
| Menhir de Bourg-Jardin                                                                          | Avrillé                             | Bourg-Jardin                                                 | 46° 28′ 09″ nord, 1° 29′ 44″ ouest                           | « PA00110027 »                                               | Classé                                                       | 1889                                                         | Menhir de Bourg-Jardin                                                                          |
| Menhir de la Fontaine Saint-Gré                                                                 | Avrillé                             |                                                              | 46° 27′ 40″ nord, 1° 29′ 04″ ouest                           | « PA00110029 »                                               | Inscrit                                                      | 1988                                                         | Image manquante Téléverser                                                                      |
| Menhir de la Pièce-du-Devant                                                                    | Avrillé                             | La Petite Pierre                                             | 46° 28′ 11″ nord, 1° 30′ 47″ ouest                           | « PA00110023 »                                               | Classé                                                       | 1889                                                         | Menhir de la Pièce-du-Devant                                                                    |
| Menhir de la Pièce-du-Rocher                                                                    | Avrillé                             | Pièce-du-Rocher                                              | 46° 28′ 38″ nord, 1° 30′ 39″ ouest                           | « PA00110024 »                                               | Classé                                                       | 1889                                                         | Menhir de la Pièce-du-Rocher                                                                    |
| Alignements du Bois de Fourgon                                                                  | Avrillé                             | Bois-du-Fourgon                                              | 46° 28′ 12″ nord, 1° 30′ 04″ ouest                           | « PA00110022 »                                               | Classé                                                       | 1889                                                         | Alignements du Bois de Fourgon                                                                  |
| Menhirs du Champ de la Pierre                                                                   | Avrillé                             | Champ-de-la-Pierre                                           | 46° 28′ 48″ nord, 1° 29′ 29″ ouest                           | « PA00110025 »                                               | Classé                                                       | 1889                                                         | Menhirs du Champ de la Pierre                                                                   |
| Pierre branlante de la Cornetière                                                               | Avrillé                             | Le Grand-Jardin                                              | 46° 28′ 40″ nord, 1° 30′ 27″ ouest                           | « PA00110028 »                                               | Classé                                                       | 1889                                                         | Image manquante Téléverser                                                                      |
| Moulin de la Plaine                                                                             | Barbâtre                            | 21 rue des Polders                                           | 46° 56′ 16″ nord, 2° 09′ 59″ ouest                           | « PA00110030 »                                               | Inscrit                                                      | 1977                                                         | Moulin de la Plaine                                                                             |
| Moulin à vent de la Fosse                                                                       | Barbâtre                            |                                                              | 46° 54′ 29″ nord, 2° 09′ 37″ ouest                           | « PA00110031 »                                               | Inscrit                                                      | 1977                                                         | Moulin à vent de la Fosse                                                                       |
| Moulin Vieux de la Frandière                                                                    | Barbâtre                            |                                                              | 46° 55′ 22″ nord, 2° 10′ 02″ ouest                           | « PA00110032 »                                               | Inscrit                                                      | 1977                                                         | Moulin Vieux de la Frandière                                                                    |
| Phare de Fromentine                                                                             | La Barre-de-Monts                   |                                                              | 46° 53′ 20″ nord, 2° 08′ 32″ ouest                           | « PA85000044 »                                               | Inscrit Classé                                               | 2011 2012                                                    | Phare de Fromentine                                                                             |
| Ouvrages d'art du canal de la Taillée                                                           | La Barre-de-Monts                   | 29 chemin de Beaumanoir                                      | 46° 53′ 13″ nord, 2° 06′ 41″ ouest                           | « PA00110033 »                                               | Inscrit                                                      | 1988                                                         | Ouvrages d'art du canal de la Taillée                                                           |
| Château de Bazoges-en-Pareds                                                                    | Bazoges-en-Pareds                   |                                                              | 46° 39′ 23″ nord, 0° 54′ 54″ ouest                           | « PA00110036 »                                               | Inscrit                                                      | 1927 2003                                                    | Château de Bazoges-en-Pareds                                                                    |
| Pierre-Levée des Landes                                                                         | Bazoges-en-Pareds                   |                                                              | 46° 40′ 34″ nord, 0° 57′ 44″ ouest                           | « PA00110034 »                                               | Classé                                                       | 1927                                                         | Pierre-Levée des Landes                                                                         |
| Motte du Plessis Bouchard motte, retranchement féodal                                           | Bazoges-en-Pareds                   |                                                              | 46° 40′ 40″ nord, 0° 55′ 44″ ouest                           | « PA00110302 »                                               | Inscrit                                                      | 1991                                                         | Image manquante Téléverser                                                                      |
| Nécropole des Cous                                                                              | Bazoges-en-Pareds                   | Fief des Cous                                                | 46° 39′ 31″ nord, 0° 56′ 03″ ouest                           | « PA00110035 »                                               | Classé                                                       | 1959                                                         | Nécropole des Cous                                                                              |
| Église Notre-Dame-de-l'Annonciation de Beaufou                                                  | Beaufou                             |                                                              | 46° 49′ 26″ nord, 1° 31′ 48″ ouest                           | « PA00110311 »                                               | Inscrit                                                      | 1992                                                         | Église Notre-Dame-de-l'Annonciation de Beaufou                                                  |
| Église Saint-Philibert de Beauvoir-sur-Mer                                                      | Beauvoir-sur-Mer                    | 2-4 rue de la Croix-Blanche                                  | 46° 54′ 56″ nord, 2° 02′ 38″ ouest                           | « PA00110037 »                                               | Inscrit                                                      | 1926                                                         | Église Saint-Philibert de Beauvoir-sur-Mer                                                      |
| Église ancienne de Belleville-sur-Vie                                                           | Bellevigny                          |                                                              | 46° 47′ 00″ nord, 1° 25′ 50″ ouest                           | « PA00110038 »                                               | Classé                                                       | 1947                                                         | Église ancienne de Belleville-sur-Vie                                                           |
| Église Sainte-Eulalie de Benet                                                                  | Benet                               |                                                              | 46° 21′ 58″ nord, 0° 35′ 51″ ouest                           | « PA00110039 »                                               | Classé                                                       | 1913                                                         | Église Sainte-Eulalie de Benet                                                                  |
| Fours à chaux de Benet                                                                          | Benet                               |                                                              | 46° 22′ 27″ nord, 0° 34′ 51″ ouest                           | « PA00132776 »                                               | Inscrit                                                      | 1994                                                         | Image manquante Téléverser                                                                      |
| Dolmen de la Cour du Breuil                                                                     | Le Bernard                          | La Cour                                                      | 46° 25′ 59″ nord, 1° 27′ 12″ ouest                           | « PA00110040 »                                               | Classé                                                       | 1978                                                         | Dolmen de la Cour du Breuil                                                                     |
| Dolmen de la Frébouchère                                                                        | Le Bernard                          | Champ-de-l'Aire                                              | 46° 26′ 55″ nord, 1° 28′ 10″ ouest                           | « PA00110041 »                                               | Classé                                                       | 1889                                                         | Dolmen de la Frébouchère                                                                        |
| Pierre Folle du Plessis                                                                         | Le Bernard                          |                                                              | 46° 27′ 03″ nord, 1° 26′ 25″ ouest                           | « PA00110042 »                                               | Classé                                                       | 1929                                                         | Pierre Folle du Plessis                                                                         |
| Église Saint-Martin-de-Tours du Bernard                                                         | Le Bernard                          |                                                              | 46° 26′ 19″ nord, 1° 28′ 04″ ouest                           | « PA00110043 »                                               | Inscrit                                                      | 1927                                                         | Église Saint-Martin-de-Tours du Bernard                                                         |
| Menhirs du Plessis                                                                              | Le Bernard                          |                                                              | 46° 27′ 26″ nord, 1° 26′ 42″ ouest                           | « PA00110044 »                                               | Inscrit                                                      | 1936                                                         | Menhirs du Plessis                                                                              |
| Tour gallo-romaine du Bernard                                                                   | Le Bernard                          | Le Breuil                                                    | 46° 26′ 19″ nord, 1° 26′ 59″ ouest                           | « PA00110045 »                                               | Inscrit                                                      | 1935                                                         | Image manquante Téléverser                                                                      |
| Camp retranché du Châtelard                                                                     | Bessay                              | Les Grèves                                                   | 46° 31′ 45″ nord, 1° 10′ 27″ ouest                           | « PA00110046 »                                               | Inscrit                                                      | 1983                                                         | Image manquante Téléverser                                                                      |
| Château de Bessay                                                                               | Bessay                              |                                                              | 46° 32′ 18″ nord, 1° 09′ 09″ ouest                           | « PA00110047 »                                               | Classé Inscrit Classé                                        | 1947 1988 1990                                               | Image manquante Téléverser                                                                      |
| Logis du Côteau                                                                                 | Bessay                              |                                                              | 46° 32′ 01″ nord, 1° 08′ 55″ ouest                           | « PA85000001 »                                               | Inscrit                                                      | 1996                                                         | Image manquante Téléverser                                                                      |
| Abbaye de l'Île-Chauvet                                                                         | Bois-de-Céné                        |                                                              | 46° 56′ 00″ nord, 1° 54′ 33″ ouest                           | « PA00110048 »                                               | Classé                                                       | 1992                                                         | Abbaye de l'Île-Chauvet                                                                         |
| Église Saint-Étienne de Bois-de-Céné                                                            | Bois-de-Céné                        |                                                              | 46° 56′ 15″ nord, 1° 53′ 08″ ouest                           | « PA00110049 »                                               | Inscrit                                                      | 1926                                                         | Église Saint-Étienne de Bois-de-Céné                                                            |
| Maison                                                                                          | Bois-de-Céné                        | Près de l'église                                             | 46° 56′ 16″ nord, 1° 53′ 11″ ouest                           | « PA00110050 »                                               | Inscrit                                                      | 1927                                                         | Image manquante Téléverser                                                                      |
| Motte féodale de Bois-de-Céné                                                                   | Bois-de-Céné                        |                                                              | 46° 56′ 20″ nord, 1° 53′ 32″ ouest                           | « PA00110051 »                                               | Inscrit                                                      | 1988                                                         | Motte féodale de Bois-de-Céné                                                                   |
| Château d'Asson                                                                                 | La Boissière-de-Montaigu            |                                                              | 46° 58′ 19″ nord, 1° 11′ 34″ ouest                           | « PA00110052 »                                               | Inscrit                                                      | 1986                                                         | Image manquante Téléverser                                                                      |
| Église Notre-Dame de Bouin                                                                      | Bouin                               | 1 rue des Halles                                             | 46° 58′ 29″ nord, 1° 59′ 56″ ouest                           | « PA00110053 »                                               | Inscrit                                                      | 1927                                                         | Église Notre-Dame de Bouin                                                                      |
| Château du Fief-Milon                                                                           | Le Boupère                          |                                                              | 46° 45′ 53″ nord, 0° 53′ 54″ ouest                           | « PA00110292 »                                               | Inscrit                                                      | 1989 2005                                                    | Image manquante Téléverser                                                                      |
| Château de la Pelissonnière                                                                     | Le Boupère                          |                                                              | 46° 46′ 32″ nord, 0° 57′ 33″ ouest                           | « PA85000006 »                                               | Inscrit                                                      | 1997                                                         | Image manquante Téléverser                                                                      |
| Église Saint-Pierre du Boupère                                                                  | Le Boupère                          |                                                              | 46° 47′ 41″ nord, 0° 55′ 39″ ouest                           | « PA00110054 »                                               | Classé                                                       | 1862                                                         | Église Saint-Pierre du Boupère                                                                  |
| Église Saint-Jean-Baptiste de Bourneau                                                          | Bourneau                            |                                                              | 46° 32′ 23″ nord, 0° 49′ 02″ ouest                           | « PA00110055 »                                               | Classé                                                       | 1930                                                         | Église Saint-Jean-Baptiste de Bourneau                                                          |
| Abbaye de Trizay                                                                                | Bournezeau                          |                                                              | 46° 35′ 20″ nord, 1° 06′ 49″ ouest                           | « PA00110056 »                                               | Inscrit                                                      | 1989                                                         | Abbaye de Trizay                                                                                |
| Ancien château de Bournezeau Communs et assiette des jardins                                    | Bournezeau                          | Rue de l'Abbaye                                              | 46° 38′ 12″ nord, 1° 10′ 09″ ouest                           |                                                              | Inscrit                                                      | 3 juillet 2020                                               | Image manquante Téléverser                                                                      |
| Église Saint-Nicolas de Saint-Nicolas-de-Brem                                                   | Brem-sur-Mer                        |                                                              | 46° 36′ 36″ nord, 1° 50′ 27″ ouest                           | « PA00110057 »                                               | Classé                                                       | 1956                                                         | Église Saint-Nicolas de Saint-Nicolas-de-Brem                                                   |
| Menhir de la Crulière                                                                           | Brem-sur-Mer                        |                                                              | 46° 36′ 26″ nord, 1° 48′ 34″ ouest                           | « PA00110058 »                                               | Classé                                                       | 1934                                                         | Menhir de la Crulière                                                                           |
| Château de Beaumarchais                                                                         | Bretignolles-sur-Mer                | Beaumarchais-le-Logis                                        | 46° 39′ 10″ nord, 1° 51′ 29″ ouest                           | « PA00110059 »                                               | Inscrit                                                      | 1962                                                         | Château de Beaumarchais                                                                         |
| Pierre Levée de Soubise                                                                         | Bretignolles-sur-Mer                | La Pierre-Levée                                              | 46° 36′ 42″ nord, 1° 50′ 58″ ouest                           | « PA00110060 »                                               | Inscrit                                                      | 1984                                                         | Pierre Levée de Soubise                                                                         |
| Ponts du Port-la-Claye                                                                          | La Bretonnière-la-Claye             |                                                              | 46° 28′ 03″ nord, 1° 17′ 18″ ouest                           | « PA00110079 »                                               | Inscrit                                                      | 1985                                                         | Ponts du Port-la-Claye                                                                          |
| Château de l'Echasserie                                                                         | La Bruffière                        | l-d l'Echasserie, D755                                       | 46° 59′ 22″ nord, 1° 08′ 55″ ouest                           | « PA00110061 »                                               | Inscrit                                                      | 1971                                                         | Château de l'Echasserie                                                                         |
| Église Sainte-Radegonde de La Bruffière                                                         | La Bruffière                        |                                                              | 47° 00′ 49″ nord, 1° 11′ 50″ ouest                           | « PA85000027 »                                               | Inscrit                                                      | 2007                                                         | Église Sainte-Radegonde de La Bruffière                                                         |
| Église Saint-Jean-l'Évangéliste de La Caillère                                                  | La Caillère-Saint-Hilaire           |                                                              | 46° 37′ 08″ nord, 0° 54′ 48″ ouest                           | « PA00110062 »                                               | Inscrit                                                      | 1927                                                         | Église Saint-Jean-l'Évangéliste de La Caillère                                                  |
| Manoir de La Ray                                                                                | La Caillère-Saint-Hilaire           |                                                              | 46° 38′ 12″ nord, 0° 56′ 43″ ouest                           | « PA00110063 »                                               | Inscrit                                                      | 1984                                                         | Image manquante Téléverser                                                                      |
| Cressonnière de Cezais                                                                          | Cezais                              |                                                              | 46° 35′ 59″ nord, 0° 47′ 39″ ouest                           | « PA00110064 »                                               | Inscrit                                                      | 1930                                                         | Image manquante Téléverser                                                                      |
| Église Saint-Hilaire de Cezais                                                                  | Cezais                              |                                                              | 46° 35′ 20″ nord, 0° 49′ 10″ ouest                           | « PA00110293 »                                               | Inscrit                                                      | 1989                                                         | Église Saint-Hilaire de Cezais                                                                  |
| Logis seigneurial de Cezais                                                                     | Cezais                              |                                                              | 46° 35′ 19″ nord, 0° 49′ 12″ ouest                           | « PA85000036 »                                               | Inscrit                                                      | 2010                                                         | Image manquante Téléverser                                                                      |
| Château de la Forêt-Nesdeau                                                                     | Chaix                               |                                                              | 46° 25′ 06″ nord, 0° 51′ 14″ ouest                           | « PA85000038 »                                               | Inscrit                                                      | 2010                                                         | Image manquante Téléverser                                                                      |
| Église Notre-Dame de La Chaize-Giraud                                                           | La Chaize-Giraud                    |                                                              | 46° 38′ 55″ nord, 1° 49′ 06″ ouest                           | « PA00110013 »                                               | Classé                                                       | 1921                                                         | Église Notre-Dame de La Chaize-Giraud                                                           |
| Église Saint-Nicolas de La Chaize-le-Vicomte                                                    | La Chaize-le-Vicomte                |                                                              | 46° 40′ 16″ nord, 1° 17′ 41″ ouest                           | « PA00110066 »                                               | Classé                                                       | 1908                                                         | Église Saint-Nicolas de La Chaize-le-Vicomte                                                    |
| Logis de Saint-Mars                                                                             | La Chaize-le-Vicomte                |                                                              | 46° 40′ 22″ nord, 1° 19′ 40″ ouest                           | « PA00125656 »                                               | Inscrit                                                      | 1993                                                         | Image manquante Téléverser                                                                      |
| Commanderie de Coudrie                                                                          | Challans                            |                                                              | 46° 51′ 16″ nord, 1° 47′ 31″ ouest                           | « PA00110312 »                                               | Classé                                                       | 1995                                                         | Commanderie de Coudrie                                                                          |
| Logis de La Vérie                                                                               | Challans                            |                                                              | 46° 49′ 27″ nord, 1° 54′ 11″ ouest                           | « PA00110067 »                                               | Inscrit                                                      | 1964                                                         | Logis de La Vérie                                                                               |
| Église Notre-Dame-de-la-Nativité de Chambretaud                                                 | Chambretaud                         |                                                              | 46° 55′ 20″ nord, 0° 57′ 56″ ouest                           | « PA85000029 »                                               | Inscrit                                                      | 2007                                                         | Église Notre-Dame-de-la-Nativité de Chambretaud                                                 |
| Manoir de Ponsay                                                                                | Chantonnay                          |                                                              | 46° 41′ 32″ nord, 1° 00′ 35″ ouest                           | « PA00110303 »                                               | Inscrit                                                      | 1991                                                         | Manoir de Ponsay                                                                                |
| Château du Fougeroux                                                                            | La Chapelle-Thémer                  |                                                              | 46° 34′ 12″ nord, 0° 58′ 26″ ouest                           | « PA85000015 »                                               | Inscrit                                                      | 1999                                                         | Image manquante Téléverser                                                                      |
| Croix hosannière de La Chapelle-Thémer                                                          | La Chapelle-Thémer                  |                                                              | 46° 33′ 30″ nord, 0° 57′ 30″ ouest                           | « PA85000024 »                                               | Inscrit                                                      | 2006                                                         | Image manquante Téléverser                                                                      |
| Maison de Félix Lionnet                                                                         | La Châtaigneraie                    | 23 rue du Maréchal-de-Lattre                                 | 46° 39′ 03″ nord, 0° 44′ 33″ ouest                           | « PA85000032 »                                               | Inscrit                                                      | 2007                                                         | Image manquante Téléverser                                                                      |
| Motte féodale de Châteauneuf motte féodale, basse-cour, ancien château                          | Châteauneuf                         |                                                              | 46° 55′ 01″ nord, 1° 54′ 32″ ouest                           | « PA00110069 »                                               | Inscrit                                                      | 1988                                                         | Motte féodale de Châteauneufmotte féodale, basse-cour, ancien château                           |
| Petit-Moulin                                                                                    | Châteauneuf                         |                                                              | 46° 54′ 55″ nord, 1° 55′ 13″ ouest                           | « PA00110070 »                                               | Inscrit                                                      | 1982                                                         | Petit-Moulin                                                                                    |
| Abbaye Saint-Jean d'Orbestier                                                                   | Château-d'Olonne                    |                                                              | 46° 28′ 07″ nord, 1° 43′ 46″ ouest                           | « PA00110068 »                                               | Inscrit                                                      | 1935                                                         | Abbaye Saint-Jean d'Orbestier                                                                   |
| Donjon de Châteaumur                                                                            | Sèvremont                           |                                                              | 46° 50′ 46″ nord, 0° 49′ 57″ ouest                           | « PA00110071 »                                               | Inscrit                                                      | 1979                                                         | Donjon de Châteaumur                                                                            |
| Église Notre-Dame-de-l'Assomption de Châtelliers                                                | Sèvremont                           |                                                              | 46° 51′ 19″ nord, 0° 49′ 12″ ouest                           | « PA00110072 »                                               | Inscrit                                                      | 1935                                                         | Église Notre-Dame-de-l'Assomption de Châtelliers                                                |
| Menhir de la Limouzinière                                                                       | Chauché                             | La Limouzinière                                              | 46° 49′ 56″ nord, 1° 16′ 09″ ouest                           | « PA00110073 »                                               | Classé                                                       | 1984                                                         | Menhir de la Limouzinière                                                                       |
| Pierre-qui-vire                                                                                 | Cheffois                            |                                                              | 46° 41′ 10″ nord, 0° 47′ 31″ ouest                           | « PA00110074 »                                               | Classé                                                       | 1924                                                         | Pierre-qui-vire                                                                                 |
| Église Saint-Pierre de Cheffois                                                                 | Cheffois                            |                                                              | 46° 40′ 05″ nord, 0° 47′ 24″ ouest                           | « PA00110075 »                                               | Classé                                                       | 1982                                                         | Église Saint-Pierre de Cheffois                                                                 |
| Ferme fortifiée de la Girardière                                                                | Cheffois                            |                                                              | 46° 41′ 59″ nord, 0° 45′ 14″ ouest                           | « PA00110076 »                                               | Inscrit                                                      | 1984                                                         | Image manquante Téléverser                                                                      |
| Pierre à cupules des Girardières                                                                | Cheffois                            | Les Girardières                                              | 46° 40′ 45″ nord, 0° 46′ 53″ ouest                           | « PA00110077 »                                               | Classé                                                       | 1926                                                         | Image manquante Téléverser                                                                      |
| Polissoir de la Vésinière                                                                       | Cheffois                            |                                                              | 46° 40′ 48″ nord, 0° 46′ 35″ ouest                           | « PA00110078 »                                               | Classé                                                       | 1926                                                         | Polissoir de la Vésinière                                                                       |
| Logis de la Gautronnière                                                                        | Aubigny-les-Clouzeaux               | Les Clouzeaux                                                | 46° 38′ 28″ nord, 1° 30′ 46″ ouest                           | « PA00135561 »                                               | Inscrit                                                      | 1995                                                         | Image manquante Téléverser                                                                      |
| Dolmen des Pierres-Folles                                                                       | Commequiers                         |                                                              | 46° 45′ 12″ nord, 1° 51′ 00″ ouest                           | « PA00110080 »                                               | Classé                                                       | 1929                                                         | Dolmen des Pierres-Folles                                                                       |
| Château de Commequiers                                                                          | Commequiers                         |                                                              | 46° 45′ 59″ nord, 1° 49′ 53″ ouest                           | « PA00110081 »                                               | Inscrit                                                      | 1926                                                         | Château de Commequiers                                                                          |
| Menhir de la Grand'Pierre                                                                       | Commequiers                         | La Grande Pièce                                              | 46° 46′ 25″ nord, 1° 51′ 51″ ouest                           | « PA00110082 »                                               | Inscrit                                                      | 1981                                                         | Image manquante Téléverser                                                                      |
| Dolmen de la Frise                                                                              | Corpe                               | La Frise                                                     | 46° 29′ 51″ nord, 1° 11′ 44″ ouest                           | « PA00110083 »                                               | Inscrit                                                      | 1984                                                         | Image manquante Téléverser                                                                      |
| Château de la Garenne-Lemot                                                                     | Cugand                              |                                                              | 47° 05′ 06″ nord, 1° 16′ 33″ ouest                           | « PA00110084 »                                               | Inscrit Classé                                               | 1969 1986 1988 2000                                          | Château de la Garenne-Lemot                                                                     |
| Villa du Mont-Gallien                                                                           | Cugand                              |                                                              | 47° 04′ 01″ nord, 1° 14′ 54″ ouest                           | « PA85000007 »                                               | Inscrit                                                      | 1997                                                         | Image manquante Téléverser                                                                      |
| Crypte de l'église Saint-Romain de Curzon                                                       | Curzon                              |                                                              | 46° 26′ 52″ nord, 1° 18′ 29″ ouest                           | « PA00110085 »                                               | Classé                                                       | 1875                                                         | Image manquante Téléverser                                                                      |
| Ponts du Port-la-Claye                                                                          | Curzon                              |                                                              | 46° 28′ 03″ nord, 1° 17′ 18″ ouest                           | « PA00110086 »                                               | Inscrit                                                      | 1985                                                         | Ponts du Port-la-Claye                                                                          |
| Église Saint-Guy de Damvix                                                                      | Damvix                              |                                                              | 46° 18′ 53″ nord, 0° 44′ 00″ ouest                           | « PA85000017 »                                               | Inscrit                                                      | 2000                                                         | Église Saint-Guy de Damvix                                                                      |
| Église Saint-Pierre de Doix                                                                     | Doix-lès-Fontaines                  |                                                              | 46° 23′ 33″ nord, 0° 48′ 23″ ouest                           | « PA00110087 »                                               | Inscrit                                                      | 1989                                                         | Église Saint-Pierre de Doix                                                                     |
| Château de la Haute-Braconnière                                                                 | Dompierre-sur-Yon                   |                                                              | 46° 45′ 02″ nord, 1° 22′ 45″ ouest                           | « PA85000039 »                                               | Inscrit                                                      | 2010                                                         | Image manquante Téléverser                                                                      |
| Chapelle Saint-Jean-Baptiste des Epesses                                                        | Les Epesses                         |                                                              | 46° 53′ 01″ nord, 0° 53′ 56″ ouest                           | « PA00110088 »                                               | Inscrit                                                      | 1965                                                         | Chapelle Saint-Jean-Baptiste des Epesses                                                        |
| Château du Puy du Fou                                                                           | Les Epesses                         |                                                              | 46° 53′ 31″ nord, 0° 55′ 48″ ouest                           | « PA00110089 »                                               | Classé                                                       | 1974 1986                                                    | Château du Puy du Fou                                                                           |
| Église Notre Dame-des-Collines des Épesses                                                      | Les Epesses                         |                                                              | 46° 53′ 01″ nord, 0° 53′ 57″ ouest                           | « PA00110090 »                                               | Classé                                                       | 1991                                                         | Église Notre Dame-des-Collines des Épesses                                                      |
| Château des Essarts                                                                             | Essarts-en-Bocage                   | Le Vieux-Château                                             | 46° 46′ 35″ nord, 1° 13′ 16″ ouest                           | « PA00110091 »                                               | Inscrit                                                      | 1962                                                         | Château des Essarts                                                                             |
| Église Saint-Pierre des Essarts                                                                 | Essarts-en-Bocage                   |                                                              | 46° 46′ 24″ nord, 1° 13′ 35″ ouest                           | « PA00110092 »                                               | Classé                                                       | 1971                                                         | Église Saint-Pierre des Essarts                                                                 |
| Pont de Fleuriau                                                                                | Faymoreau                           | C.V. 4                                                       | 46° 32′ 22″ nord, 0° 38′ 40″ ouest                           | « PA00110093 »                                               | Inscrit                                                      | 1982                                                         | Pont de Fleuriau                                                                                |
| Chapelle Notre-Dame-de-Lorette de La Flocellière Réplique de la Santa Casa                      | Sèvremont                           |                                                              | 46° 50′ 00″ nord, 0° 51′ 46″ ouest                           | « PA85000008 »                                               | Inscrit                                                      | 1997                                                         | Image manquante Téléverser                                                                      |
| Château des Echardières                                                                         | Sèvremont                           | La Flocellière                                               | 46° 47′ 54″ nord, 0° 51′ 59″ ouest                           | « PA00110095 »                                               | Inscrit                                                      | 1972                                                         | Image manquante Téléverser                                                                      |
| Château de la Flocellière                                                                       | Sèvremont                           |                                                              | 46° 50′ 06″ nord, 0° 51′ 42″ ouest                           | « PA00110094 »                                               | Inscrit                                                      | 1965 2001                                                    | Image manquante Téléverser                                                                      |
| Église Notre-Dame-des-Sources de Fontaines                                                      | Doix-lès-Fontaines                  |                                                              | 46° 25′ 20″ nord, 0° 49′ 06″ ouest                           | « PA00110096 »                                               | Classé                                                       | 1952                                                         | Église Notre-Dame-des-Sources de Fontaines                                                      |
|                                                                                                 | Fontenay-le-Comte                   | Voir liste des monuments historiques de Fontenay-le-Comte    | Voir liste des monuments historiques de Fontenay-le-Comte    | Voir liste des monuments historiques de Fontenay-le-Comte    | Voir liste des monuments historiques de Fontenay-le-Comte    | Voir liste des monuments historiques de Fontenay-le-Comte    | Voir liste des monuments historiques de Fontenay-le-Comte                                       |
| Église Saint-Hilaire de Foussais-Payré                                                          | Foussais-Payré                      |                                                              | 46° 31′ 48″ nord, 0° 40′ 58″ ouest                           | « PA00110120 »                                               | Classé                                                       | 1862                                                         | Église Saint-Hilaire de Foussais-Payré                                                          |
| Fours à chaux de Payré                                                                          | Foussais-Payré                      |                                                              | 46° 30′ 50″ nord, 0° 40′ 42″ ouest                           | « PA00110122 »                                               | Inscrit                                                      | 1980                                                         | Fours à chaux de Payré                                                                          |
| Maison de François Laurens                                                                      | Foussais-Payré                      |                                                              | 46° 31′ 47″ nord, 0° 41′ 00″ ouest                           | « PA00110294 »                                               | Inscrit                                                      | 1989                                                         | Maison de François Laurens                                                                      |
| Prieuré de Foussais                                                                             | Foussais-Payré                      |                                                              | 46° 31′ 48″ nord, 0° 40′ 58″ ouest                           | « PA00110121 »                                               | Inscrit                                                      | 1986                                                         | Prieuré de Foussais                                                                             |
| Butte Cavalière                                                                                 | La Garnache                         |                                                              | 46° 53′ 20″ nord, 1° 49′ 57″ ouest                           | « PA00110126 »                                               | Inscrit                                                      | 1960                                                         | Image manquante Téléverser                                                                      |
| Château de La Garnache                                                                          | La Garnache                         |                                                              | 46° 53′ 19″ nord, 1° 50′ 02″ ouest                           | « PA00110123 »                                               | Inscrit                                                      | 1925                                                         | Château de La Garnache                                                                          |
| Maison de Charrette                                                                             | La Garnache                         |                                                              | 46° 54′ 43″ nord, 1° 49′ 34″ ouest                           | « PA00110124 »                                               | Inscrit                                                      | 1975                                                         | Image manquante Téléverser                                                                      |
| Pierre du Diable                                                                                | La Garnache                         | La Grande-Esmonnière                                         | 46° 52′ 05″ nord, 1° 53′ 09″ ouest                           | « PA00110125 »                                               | Classé                                                       | 1934                                                         | Image manquante Téléverser                                                                      |
| Château de Landebaudière                                                                        | La Gaubretière                      |                                                              | 46° 56′ 47″ nord, 1° 04′ 16″ ouest                           | « PA00110127 »                                               | Inscrit                                                      | 1981                                                         | Château de Landebaudière                                                                        |
| Monastère du Lieu-Dieu                                                                          | La Génétouze                        |                                                              | 46° 42′ 45″ nord, 1° 29′ 50″ ouest                           | « PA00110304 »                                               | Inscrit                                                      | 1991                                                         | Monastère du Lieu-Dieu                                                                          |
| Menhir du Champ du Rocher                                                                       | Le Givre                            | Le Moulin-Rouge                                              | 46° 27′ 27″ nord, 1° 24′ 09″ ouest                           | « PA00110129 »                                               | Classé                                                       | 1980                                                         | Menhir du Champ du Rocher                                                                       |
| Château de la Brunière                                                                          | Le Givre                            |                                                              | 46° 27′ 38″ nord, 1° 23′ 53″ ouest                           | « PA00110128 »                                               | Classé Inscrit                                               | 1984                                                         | Château de la Brunière                                                                          |
| Menhir des Petites Jaunières                                                                    | Le Givre                            | La Brunière                                                  | 46° 27′ 24″ nord, 1° 23′ 41″ ouest                           | « PA00110130 »                                               | Classé                                                       | 1980                                                         | Menhir des Petites Jaunières                                                                    |
| Manoir de la Roche-Thévenin                                                                     | La Guyonnière                       | La Roche-Thévenin                                            | 46° 58′ 09″ nord, 1° 16′ 06″ ouest                           | « PA00110313 »                                               | Inscrit                                                      | 1992                                                         | Manoir de la Roche-Thévenin                                                                     |
| Abbaye Notre-Dame de la Grainetière                                                             | Les Herbiers                        |                                                              | 46° 49′ 50″ nord, 1° 03′ 35″ ouest                           | « PA00110131 »                                               | Classé                                                       | 1946                                                         | Abbaye Notre-Dame de la Grainetière                                                             |
| Bains et lavoirs publics des Herbiers                                                           | Les Herbiers                        | Rue du Tourniquet                                            | 46° 52′ 12″ nord, 1° 00′ 44″ ouest                           | « PA00110132 »                                               | Inscrit                                                      | 1980                                                         | Bains et lavoirs publics des Herbiers                                                           |
| Château d'Ardelay                                                                               | Les Herbiers                        |                                                              | 46° 51′ 11″ nord, 1° 00′ 19″ ouest                           | « PA00110134 »                                               | Inscrit                                                      | 1927                                                         | Château d'Ardelay                                                                               |
| Château de Boistissandeau                                                                       | Les Herbiers                        |                                                              | 46° 49′ 48″ nord, 0° 59′ 39″ ouest                           | « PA00110133 »                                               | Inscrit                                                      | 1958                                                         | Château de Boistissandeau                                                                       |
| Église Notre-Dame des Herbiers                                                                  | Les Herbiers                        |                                                              | 46° 52′ 17″ nord, 1° 00′ 46″ ouest                           | « PA00110135 »                                               | Inscrit                                                      | 1927                                                         | Église Notre-Dame des Herbiers                                                                  |
| Manoir du Bignon                                                                                | Les Herbiers                        |                                                              | 46° 52′ 16″ nord, 1° 01′ 56″ ouest                           | « PA00110136 »                                               | Inscrit                                                      | 1987                                                         | Image manquante Téléverser                                                                      |
| Moulins du Mont-des-Alouettes                                                                   | Les Herbiers                        |                                                              | 46° 53′ 40″ nord, 1° 00′ 28″ ouest                           | « PA00110137 »                                               | Inscrit                                                      | 1975                                                         | Moulins du Mont-des-Alouettes                                                                   |
| Château de L'Hermenault                                                                         | L'Hermenault                        |                                                              | 46° 31′ 25″ nord, 0° 52′ 56″ ouest                           | « PA00110138 »                                               | Inscrit                                                      | 2014                                                         | Image manquante Téléverser                                                                      |
| Église de la Nativité-de-Notre-Dame de L'Hermenault                                             | L'Hermenault                        |                                                              | 46° 31′ 12″ nord, 0° 54′ 12″ ouest                           | « PA00110139 »                                               | Inscrit                                                      | 1984                                                         | Église de la Nativité-de-Notre-Dame de L'Hermenault                                             |
|                                                                                                 | L'Île-d'Yeu                         | Voir Liste des monuments historiques de l'Île d'Yeu          | Voir Liste des monuments historiques de l'Île d'Yeu          | Voir Liste des monuments historiques de l'Île d'Yeu          | Voir Liste des monuments historiques de l'Île d'Yeu          | Voir Liste des monuments historiques de l'Île d'Yeu          | Voir Liste des monuments historiques de l'Île d'Yeu                                             |
| Abbaye royale Notre-Dame de Lieu-Dieu                                                           | Jard-sur-Mer                        |                                                              | 46° 25′ 29″ nord, 1° 36′ 33″ ouest                           | « PA00110149 »                                               | Inscrit                                                      | 1927                                                         | Abbaye royale Notre-Dame de Lieu-Dieu                                                           |
| Église Sainte-Radégonde de Jard-sur-Mer                                                         | Jard-sur-Mer                        |                                                              | 46° 25′ 13″ nord, 1° 34′ 26″ ouest                           | « PA00110150 »                                               | Classé                                                       | 1947                                                         | Église Sainte-Radégonde de Jard-sur-Mer                                                         |
| Croix hosannière de La Jonchère                                                                 | La Jonchère                         |                                                              | 46° 26′ 20″ nord, 1° 22′ 37″ ouest                           | « PA00132712 »                                               | Classé                                                       | 1994                                                         | Croix hosannière de La Jonchère                                                                 |
| Église Saint-Martin-de-Vertou de La Jonchère                                                    | La Jonchère                         |                                                              | 46° 26′ 24″ nord, 1° 22′ 31″ ouest                           | « PA00110314 »                                               | Inscrit                                                      | 1992                                                         | Église Saint-Martin-de-Vertou de La Jonchère                                                    |
| Ponts du Port-la-Claye                                                                          | Lairoux                             |                                                              | 46° 28′ 03″ nord, 1° 17′ 18″ ouest                           | « PA00110151 »                                               | Inscrit                                                      | 1985                                                         | Ponts du Port-la-Claye                                                                          |
| Église Notre-Dame de Liez                                                                       | Liez                                |                                                              | 46° 22′ 11″ nord, 0° 42′ 09″ ouest                           | « PA00132745 »                                               | Inscrit                                                      | 1994                                                         | Église Notre-Dame de Liez                                                                       |
| Église Notre-Dame-de-l'Assomption de Longeville-sur-Mer                                         | Longeville-sur-Mer                  |                                                              | 46° 25′ 26″ nord, 1° 29′ 23″ ouest                           | « PA00110152 »                                               | Inscrit                                                      | 1927                                                         | Église Notre-Dame-de-l'Assomption de Longeville-sur-Mer                                         |
| Ensemble cathédrale (Cathédrale Notre-Dame-de-l'Assomption de Luçon, palais épiscopal de Luçon) | Luçon                               |                                                              | 46° 27′ 16″ nord, 1° 10′ 00″ ouest                           | « PA00110153 »                                               | Classé Inscrit                                               | 1906 1915 1992                                               | Ensemble cathédrale (Cathédrale Notre-Dame-de-l'Assomption de Luçon, palais épiscopal de Luçon) |
| Château d'eau de Luçon château d'eau, usine d'électricité                                       | Luçon                               | Avenue du Président-Wilson                                   | 46° 27′ 30″ nord, 1° 09′ 57″ ouest                           | « PA00110305 »                                               | Inscrit Classé                                               | 1991 1992                                                    | Château d'eau de Luçonchâteau d'eau, usine d'électricité                                        |
| Couvent des Ursulines de Luçon                                                                  | Luçon                               |                                                              | 46° 27′ 29″ nord, 1° 10′ 03″ ouest                           | « PA00110154 »                                               | Inscrit                                                      | 1927                                                         | Image manquante Téléverser                                                                      |
| Hôtel de Rorthais de Marmende                                                                   | Luçon                               | 6, rue Alexis Vinconneau                                     | 46° 27′ 17″ nord, 1° 10′ 02″ ouest                           | « PA85000040 »                                               | Inscrit                                                      | 2010                                                         | Image manquante Téléverser                                                                      |
| Immeuble                                                                                        | Luçon                               | 12 rue du Général-de-Gaulle 2 rue de l'Hôtel-de-Ville        | 46° 27′ 19″ nord, 1° 10′ 12″ ouest                           | « PA00110155 »                                               | Inscrit                                                      | 1988                                                         | Image manquante Téléverser                                                                      |
| Hôtel de Gravechat                                                                              | Luçon                               | 9 place Édouard-Herriot                                      | 46° 27′ 17″ nord, 1° 10′ 09″ ouest                           | « PA00110156 »                                               | Inscrit                                                      | 1984                                                         | Image manquante Téléverser                                                                      |
| Mottes féodales des Lucs-sur-Boulogne rempart de terre, mottes féodales, ancien château-fort    | Les Lucs-sur-Boulogne               |                                                              | 46° 50′ 40″ nord, 1° 29′ 13″ ouest                           | « PA00110158 »                                               | Inscrit                                                      | 1988                                                         | Image manquante Téléverser                                                                      |
| Presbytère du Petit-Luc                                                                         | Les Lucs-sur-Boulogne               | Hameau du Petit Luc                                          | 46° 50′ 38″ nord, 1° 29′ 05″ ouest                           | « PA00110157 »                                               | Inscrit                                                      | 1958                                                         | Presbytère du Petit-Luc                                                                         |
| Église Saint-Nicolas des Magnils-Reigniers                                                      | Les Magnils-Reigniers               |                                                              | 46° 28′ 42″ nord, 1° 13′ 09″ ouest                           | « PA00110159 »                                               | Classé                                                       | 1906                                                         | Église Saint-Nicolas des Magnils-Reigniers                                                      |
| Prieuré des Magnils-Reigniers                                                                   | Les Magnils-Reigniers               |                                                              | 46° 28′ 42″ nord, 1° 13′ 10″ ouest                           | « PA00110160 »                                               | Classé                                                       | 1906                                                         | Prieuré des Magnils-Reigniers                                                                   |
| Église Notre-Dame-de-l'Assomption de Maillé                                                     | Maillé                              |                                                              | 46° 20′ 32″ nord, 0° 47′ 23″ ouest                           | « PA00110161 »                                               | Inscrit Classé                                               | 1927 1988                                                    | Église Notre-Dame-de-l'Assomption de Maillé                                                     |
| Cathédrale Saint-Pierre de Maillezais                                                           | Maillezais                          |                                                              | 46° 22′ 24″ nord, 0° 44′ 51″ ouest                           | « PA00110162 »                                               | Classé                                                       | 1924                                                         | Image manquante Téléverser                                                                      |
| Croix hosannière de Maillezais                                                                  | Maillezais                          |                                                              | 46° 22′ 13″ nord, 0° 43′ 55″ ouest                           | « PA00110163 »                                               | Classé                                                       | 1937                                                         | Image manquante Téléverser                                                                      |
| Église Saint-Nicolas de Maillezais                                                              | Maillezais                          |                                                              | 46° 22′ 16″ nord, 0° 44′ 20″ ouest                           | « PA00110164 »                                               | Classé                                                       | 1840                                                         | Église Saint-Nicolas de Maillezais                                                              |
| Église Notre-Dame de Dissais                                                                    | Mareuil-sur-Lay-Dissais             |                                                              | 46° 31′ 53″ nord, 1° 11′ 32″ ouest                           | « PA00110166 »                                               | Inscrit                                                      | 1932                                                         | Église Notre-Dame de Dissais                                                                    |
| Église Saint-Sauveur de Mareuil                                                                 | Mareuil-sur-Lay-Dissais             |                                                              | 46° 32′ 07″ nord, 1° 13′ 15″ ouest                           | « PA00110165 »                                               | Classé                                                       | 1877                                                         | Église Saint-Sauveur de Mareuil                                                                 |
| Église Notre-Dame-de-l'Assomption de Menomblet                                                  | Menomblet                           |                                                              | 46° 43′ 55″ nord, 0° 42′ 40″ ouest                           | « PA00110300 »                                               | Inscrit                                                      | 1991                                                         | Église Notre-Dame-de-l'Assomption de Menomblet                                                  |
| Château de la Citardière                                                                        | Mervent                             |                                                              | 46° 32′ 03″ nord, 0° 44′ 24″ ouest                           | « PA00110167 »                                               | Classé                                                       | 1989                                                         | Château de la Citardière                                                                        |
| Logis de la Cornelière                                                                          | Mervent                             |                                                              | 46° 32′ 56″ nord, 0° 42′ 50″ ouest                           | « PA85000002 »                                               | Inscrit                                                      | 1996                                                         | Logis de la Cornelière                                                                          |
| Vieux pont des Ouillères                                                                        | Mervent                             |                                                              | 46° 31′ 21″ nord, 0° 44′ 54″ ouest                           | « PA00110168 »                                               | Classé                                                       | 1910                                                         | Vieux pont des Ouillères                                                                        |
| Château de Mesnard-la-Barotière                                                                 | Mesnard-la-Barotière                |                                                              | 46° 51′ 38″ nord, 1° 06′ 08″ ouest                           | « PA00110169 »                                               | Inscrit                                                      | 1987                                                         | Image manquante Téléverser                                                                      |
| Église Saint-Christophe de Mesnard-la-Barotière                                                 | Mesnard-la-Barotière                |                                                              | 46° 51′ 36″ nord, 1° 05′ 49″ ouest                           | « PA00110170 »                                               | Inscrit                                                      | 1951                                                         | Église Saint-Christophe de Mesnard-la-Barotière                                                 |
| Château de Montaigu                                                                             | Montaigu                            |                                                              | 46° 58′ 27″ nord, 1° 18′ 49″ ouest                           | « PA85000042 »                                               | Inscrit                                                      | 2011                                                         | Château de Montaigu                                                                             |
| Château de la Maison-Neuve                                                                      | Montournais                         |                                                              | 46° 46′ 02″ nord, 0° 46′ 03″ ouest                           | « PA00132777 »                                               | Inscrit                                                      | 1994                                                         | Image manquante Téléverser                                                                      |
| Église Notre-Dame de Montournais                                                                | Montournais                         |                                                              | 46° 44′ 30″ nord, 0° 45′ 46″ ouest                           | « PA00125657 »                                               | Inscrit                                                      | 1993                                                         | Église Notre-Dame de Montournais                                                                |
| Église Notre-Dame-de-l'Assomption de Montreuil                                                  | Montreuil                           |                                                              | 46° 24′ 29″ nord, 0° 50′ 12″ ouest                           | « PA00110171 »                                               | Inscrit                                                      | 1927                                                         | Image manquante Téléverser                                                                      |
| Église Saint-Pierre de Mortagne-sur-Sèvre                                                       | Mortagne-sur-Sèvre                  |                                                              | 46° 59′ 32″ nord, 0° 57′ 16″ ouest                           | « PA00110172 »                                               | Classé                                                       | 1906                                                         | Église Saint-Pierre de Mortagne-sur-Sèvre                                                       |
| Château du parc Soubise                                                                         | Mouchamps                           |                                                              | 46° 48′ 25″ nord, 1° 05′ 14″ ouest                           | « PA00110173 »                                               | Inscrit Classé                                               | 1987 1989                                                    | Château du parc Soubise                                                                         |
| Église Saint-Pierre                                                                             | Mouchamps                           | Place de l'Église                                            | 46° 46′ 46″ nord, 1° 03′ 41″ ouest                           | « PA85000052 »                                               | Inscrit                                                      | 2013                                                         | Image manquante Téléverser                                                                      |
| Monument au commandant Guilbaud                                                                 | Mouchamps                           | Allée des Marronniers                                        | 46° 46′ 58″ nord, 1° 03′ 32″ ouest                           | « PA85000051 »                                               | Inscrit                                                      | 2013                                                         | Image manquante Téléverser                                                                      |
| Sépulture de Georges Clemenceau                                                                 | Mouchamps                           | Le Colombier                                                 | 46° 47′ 35″ nord, 1° 00′ 59″ ouest                           | « PA85000011 »                                               | Inscrit                                                      | 1998                                                         | Sépulture de Georges Clemenceau                                                                 |
| Église Saint-Hilaire de Mouilleron-en-Pareds                                                    | Mouilleron-Saint-Germain            |                                                              | 46° 40′ 34″ nord, 0° 50′ 54″ ouest                           | « PA00110174 »                                               | Inscrit                                                      | 1978                                                         | Église Saint-Hilaire de Mouilleron-en-Pareds                                                    |
| Moulin à vent de Mouilleron-en-Pareds                                                           | Mouilleron-Saint-Germain            |                                                              | 46° 40′ 23″ nord, 0° 49′ 44″ ouest                           | « PA00110175 »                                               | Inscrit                                                      | 1982                                                         | Moulin à vent de Mouilleron-en-Pareds                                                           |
| Église Saint-Pierre de Moutiers-sur-le-Lay                                                      | Moutiers-sur-le-Lay                 |                                                              | 46° 33′ 20″ nord, 1° 09′ 33″ ouest                           | « PA00110179 »                                               | Inscrit                                                      | 1984                                                         | Église Saint-Pierre de Moutiers-sur-le-Lay                                                      |
| Logis de la Mothe-Orson                                                                         | Moutiers-sur-le-Lay                 |                                                              | 46° 32′ 53″ nord, 1° 09′ 16″ ouest                           | « PA85000003 »                                               | Inscrit                                                      | 1996                                                         | Image manquante Téléverser                                                                      |
| Château de la Cantaudière                                                                       | Moutiers-les-Mauxfaits              |                                                              | 46° 29′ 22″ nord, 1° 26′ 12″ ouest                           | « PA00110176 »                                               | Classé                                                       | 1978                                                         | Château de la Cantaudière                                                                       |
| Église Saint-Jacques de Moutiers-les-Mauxfaits                                                  | Moutiers-les-Mauxfaits              |                                                              | 46° 29′ 24″ nord, 1° 25′ 39″ ouest                           | « PA00110177 »                                               | Classé                                                       | 1908                                                         | Église Saint-Jacques de Moutiers-les-Mauxfaits                                                  |
| Halles de Moutiers-les-Mauxfaits                                                                | Moutiers-les-Mauxfaits              |                                                              | 46° 29′ 29″ nord, 1° 25′ 34″ ouest                           | « PA00110178 »                                               | Inscrit                                                      | 1943                                                         | Halles de Moutiers-les-Mauxfaits                                                                |
| Église de la Sainte-Trinité de Mouzeuil-Saint-Martin                                            | Mouzeuil-Saint-Martin               |                                                              | 46° 27′ 54″ nord, 0° 59′ 00″ ouest                           | « PA85000010 »                                               | Inscrit                                                      | 1997                                                         | Église de la Sainte-Trinité de Mouzeuil-Saint-Martin                                            |
| Prieuré de Mouzeuil-Saint-Martin                                                                | Mouzeuil-Saint-Martin               | 4 rue du Prieuré                                             | 46° 27′ 52″ nord, 0° 58′ 57″ ouest                           | « PA85000009 »                                               | Inscrit                                                      | 1997                                                         | Prieuré de Mouzeuil-Saint-Martin                                                                |
| Château de l'Ilôt-les-Tours                                                                     | Nalliers                            |                                                              | 46° 29′ 16″ nord, 1° 02′ 06″ ouest                           | « PA85000033 »                                               | Inscrit                                                      | 2008                                                         | Image manquante Téléverser                                                                      |
| Église Saint-Hilaire de Nalliers                                                                | Nalliers                            |                                                              | 46° 28′ 15″ nord, 1° 01′ 36″ ouest                           | « PA00110295 »                                               | Inscrit                                                      | 1989                                                         | Église Saint-Hilaire de Nalliers                                                                |
| Château de Nesmy                                                                                | Nesmy                               |                                                              | 46° 35′ 45″ nord, 1° 24′ 17″ ouest                           | « PA85000034 »                                               | Inscrit                                                      | 2008                                                         | Image manquante Téléverser                                                                      |
| Abbaye Saint-Vincent de Nieul-sur-l'Autise                                                      | Nieul-sur-l'Autise                  |                                                              | 46° 25′ 18″ nord, 0° 40′ 48″ ouest                           | « PA00110180 »                                               | Classé                                                       | 1862 1875                                                    | Abbaye Saint-Vincent de Nieul-sur-l'Autise                                                      |
| Enceinte préhistorique de Champ Durand                                                          | Nieul-sur-l'Autise                  |                                                              | 46° 24′ 53″ nord, 0° 39′ 34″ ouest                           | « PA00110301 »                                               | Inscrit                                                      | 1990                                                         | Enceinte préhistorique de Champ Durand                                                          |
|                                                                                                 | Noirmoutier-en-l'île                | Voir Liste des monuments historiques de Noirmoutier-en-l'île | Voir Liste des monuments historiques de Noirmoutier-en-l'île | Voir Liste des monuments historiques de Noirmoutier-en-l'île | Voir Liste des monuments historiques de Noirmoutier-en-l'île | Voir Liste des monuments historiques de Noirmoutier-en-l'île | Voir Liste des monuments historiques de Noirmoutier-en-l'île                                    |
| Ouvrages d'art du canal de la Taillée                                                           | Notre-Dame-de-Monts                 | Le Pommier                                                   | 46° 51′ 42″ nord, 2° 06′ 49″ ouest                           | « PA00110187 »                                               | Inscrit                                                      | 1988                                                         | Ouvrages d'art du canal de la Taillée                                                           |
| Menhir du Pré-Doux                                                                              | Notre-Dame-de-Riez                  |                                                              | 46° 45′ 10″ nord, 1° 54′ 17″ ouest                           | « PA00110188 »                                               | Classé                                                       | 1924                                                         | Image manquante Téléverser                                                                      |
| Pierre au Trésor de la Triée                                                                    | Notre-Dame-de-Riez                  |                                                              | 46° 44′ 58″ nord, 1° 54′ 13″ ouest                           | « PA00110189 »                                               | Classé                                                       | 1924                                                         | Image manquante Téléverser                                                                      |
| Château de Pierre-Levée                                                                         | Olonne-sur-Mer                      |                                                              | 46° 31′ 42″ nord, 1° 45′ 00″ ouest                           | « PA00110190 »                                               | Inscrit Classé                                               | 1948 1949                                                    | Château de Pierre-Levée                                                                         |
| Conche Verte                                                                                    | Olonne-sur-Mer                      |                                                              | 46° 34′ 17″ nord, 1° 49′ 35″ ouest                           | « PA00110192 »                                               | Classé                                                       | 1903                                                         | Image manquante Téléverser                                                                      |
| Église Sainte-Marie d'Olonne-sur-Mer                                                            | Olonne-sur-Mer                      |                                                              | 46° 32′ 12″ nord, 1° 46′ 25″ ouest                           | « PA00110191 »                                               | Classé                                                       | 1908                                                         | Église Sainte-Marie d'Olonne-sur-Mer                                                            |
| Pierres Jumelles                                                                                | Olonne-sur-Mer                      | Pierre-Levée                                                 | 46° 31′ 45″ nord, 1° 45′ 03″ ouest                           | « PA00110193 »                                               | Classé                                                       | 1982                                                         | Pierres Jumelles                                                                                |
| Château d'Oulmes                                                                                | Oulmes                              |                                                              | 46° 23′ 59″ nord, 0° 39′ 41″ ouest                           | « PA00132744 »                                               | Inscrit                                                      | 1994                                                         | Image manquante Téléverser                                                                      |
| Église Notre-Dame d'Oulmes                                                                      | Oulmes                              |                                                              | 46° 23′ 54″ nord, 0° 39′ 52″ ouest                           | « PA00110194 »                                               | Classé                                                       | 1930                                                         | Église Notre-Dame d'Oulmes                                                                      |
| Château de Palluau                                                                              | Palluau                             |                                                              | 46° 48′ 08″ nord, 1° 37′ 13″ ouest                           | « PA00110195 »                                               | Inscrit                                                      | 1998                                                         | Château de Palluau                                                                              |
| Église Saint-Julien de Petosse                                                                  | Petosse                             |                                                              | 46° 28′ 51″ nord, 0° 54′ 37″ ouest                           | « PA00110306 »                                               | Inscrit                                                      | 1991                                                         | Église Saint-Julien de Petosse                                                                  |
| Chapelle Notre-Dame-des-Coussais                                                                | Le Poiré-sur-Velluire               |                                                              | 46° 25′ 54″ nord, 0° 53′ 59″ ouest                           | « PA00110307 »                                               | Inscrit                                                      | 1991                                                         | Image manquante Téléverser                                                                      |
| Château de Chastellier-Barlot                                                                   | Le Poiré-sur-Velluire               |                                                              | 46° 24′ 42″ nord, 0° 54′ 04″ ouest                           | « PA00110196 »                                               | Inscrit                                                      | 1977                                                         | Image manquante Téléverser                                                                      |
| Château de la Métairie                                                                          | Le Poiré-sur-Vie                    |                                                              | 46° 48′ 10″ nord, 1° 29′ 52″ ouest                           | « PA00110197 »                                               | Inscrit                                                      | 1988                                                         | Image manquante Téléverser                                                                      |
| Pierre des Farfadets                                                                            | Le Poiré-sur-Vie                    | La Merlière                                                  | 46° 46′ 52″ nord, 1° 33′ 48″ ouest                           | « PA00110198 »                                               | Classé                                                       | 1939                                                         | Pierre des Farfadets                                                                            |
| Église Saint-Martin-de-Tours de La Pommeraie-sur-Sèvre                                          | Sèvremont                           |                                                              | 46° 50′ 16″ nord, 0° 46′ 34″ ouest                           | « PA00110199 »                                               | Inscrit                                                      | 1984                                                         | Église Saint-Martin-de-Tours de La Pommeraie-sur-Sèvre                                          |
| Église Saint-Rémi de Pouillé                                                                    | Pouillé                             |                                                              | 46° 30′ 24″ nord, 0° 56′ 54″ ouest                           | « PA00110200 »                                               | Classé                                                       | 1906                                                         | Église Saint-Rémi de Pouillé                                                                    |
| Château de Pouzauges                                                                            | Pouzauges                           |                                                              | 46° 47′ 07″ nord, 0° 50′ 23″ ouest                           | « PA00110201 »                                               | Classé                                                       | 1862                                                         | Château de Pouzauges                                                                            |
| Église Notre-Dame du Vieux-Pouzauges                                                            | Pouzauges                           |                                                              | 46° 46′ 30″ nord, 0° 49′ 33″ ouest                           | « PA00110203 »                                               | Classé                                                       | 1939                                                         | Église Notre-Dame du Vieux-Pouzauges                                                            |
| Église Saint-Jacques de Pouzauges                                                               | Pouzauges                           |                                                              | 46° 47′ 00″ nord, 0° 50′ 10″ ouest                           | « PA00110202 »                                               | Inscrit                                                      | 1932                                                         | Église Saint-Jacques de Pouzauges                                                               |
| Logis de Puy-Papin                                                                              | Pouzauges                           |                                                              | 46° 46′ 18″ nord, 0° 48′ 49″ ouest                           | « PA00110204 »                                               | Inscrit                                                      | 1984                                                         | Image manquante Téléverser                                                                      |
| Polissoirs de Pouzauges                                                                         | Pouzauges                           |                                                              | 46° 47′ 55″ nord, 0° 49′ 42″ ouest                           | « PA00110205 »                                               | Classé                                                       | 1889                                                         | Image manquante Téléverser                                                                      |
| Église Notre-Dame-de-l'Assomption de Puyravault                                                 | Puyravault                          |                                                              | 46° 22′ 43″ nord, 1° 05′ 07″ ouest                           | « PA00110308 »                                               | Inscrit                                                      | 1991                                                         | Église Notre-Dame-de-l'Assomption de Puyravault                                                 |
| Grands Greniers                                                                                 | Puyravault                          | 3 rue des Templiers                                          | 46° 22′ 39″ nord, 1° 04′ 57″ ouest                           | « PA85000020 »                                               | Inscrit                                                      | 2004                                                         | Grands Greniers                                                                                 |
| Église Saint-Loup de Puy-de-Serre                                                               | Puy-de-Serre                        |                                                              | 46° 33′ 44″ nord, 0° 40′ 06″ ouest                           | « PA00110206 »                                               | Inscrit                                                      | 1932                                                         | Église Saint-Loup de Puy-de-Serre                                                               |
| Pont de Fleuriau                                                                                | Puy-de-Serre                        | C.V. 4                                                       | 46° 32′ 22″ nord, 0° 38′ 40″ ouest                           | « PA00110207 »                                               | Inscrit                                                      | 1982                                                         | Image manquante Téléverser                                                                      |
| Château de La Rabatelière                                                                       | La Rabatelière                      |                                                              | 46° 51′ 36″ nord, 1° 15′ 15″ ouest                           | « PA85000018 »                                               | Inscrit                                                      | 2001                                                         | Image manquante Téléverser                                                                      |
| Sanctuaire de la Salette                                                                        | La Rabatelière                      | l-d la Salette                                               | 46° 51′ 51″ nord, 1° 14′ 43″ ouest                           | « PA85000012 »                                               | Inscrit                                                      | 1998                                                         | Sanctuaire de la Salette                                                                        |
| Château du Lac                                                                                  | Réaumur                             |                                                              | 46° 42′ 57″ nord, 0° 47′ 58″ ouest                           | « PA85000025 »                                               | Inscrit                                                      | 2006                                                         | Image manquante Téléverser                                                                      |
| Église Notre-Dame de Réaumur                                                                    | Réaumur                             |                                                              | 46° 43′ 12″ nord, 0° 48′ 12″ ouest                           | « PA00110208 »                                               | Inscrit                                                      | 1927                                                         | Église Notre-Dame de Réaumur                                                                    |
| Prieuré de Réaumur                                                                              | Réaumur                             |                                                              | 46° 43′ 10″ nord, 0° 48′ 01″ ouest                           | « PA85000004 »                                               | Inscrit                                                      | 1996 2008 2009                                               | Image manquante Téléverser                                                                      |
| Château de l'Aubraye                                                                            | La Réorthe                          |                                                              | 46° 35′ 36″ nord, 1° 02′ 32″ ouest                           | « PA00110209 »                                               | Inscrit                                                      | 1928                                                         | Château de l'Aubraye                                                                            |
| Château de la Touche                                                                            | La Réorthe                          | La Touche                                                    | 46° 37′ 20″ nord, 1° 04′ 25″ ouest                           | « PA00110210 »                                               | Inscrit                                                      | 1989                                                         | Image manquante Téléverser                                                                      |
| Pont sur La Boulogne                                                                            | Rocheservière                       |                                                              | 46° 56′ 08″ nord, 1° 30′ 49″ ouest                           | « PA00110218 »                                               | Inscrit                                                      | 1984                                                         | Pont sur La Boulogne                                                                            |
|                                                                                                 | La Roche-sur-Yon                    | Voir Liste des monuments historiques de La Roche-sur-Yon     | Voir Liste des monuments historiques de La Roche-sur-Yon     | Voir Liste des monuments historiques de La Roche-sur-Yon     | Voir Liste des monuments historiques de La Roche-sur-Yon     | Voir Liste des monuments historiques de La Roche-sur-Yon     | Voir Liste des monuments historiques de La Roche-sur-Yon                                        |
| Pierres-Folles                                                                                  | Rosnay                              | Pierre-Folle                                                 | 46° 31′ 39″ nord, 1° 17′ 57″ ouest                           | « PA00110219 »                                               | Inscrit                                                      | 1984                                                         | Pierres-Folles                                                                                  |
| Pierres-Folles                                                                                  | Rosnay                              | Pierre-Folle                                                 | 46° 31′ 40″ nord, 1° 17′ 57″ ouest                           | « PA00110220 »                                               | Inscrit                                                      | 1984                                                         | Pierres-Folles                                                                                  |
| Couvent des Bénédictines de Sainte-Croix                                                        | Les Sables-d'Olonne                 | Rue de Verdun                                                | 46° 29′ 49″ nord, 1° 46′ 36″ ouest                           | « PA00110221 »                                               | Inscrit                                                      | 5 janvier 1968                                               | Couvent des Bénédictines de Sainte-Croix                                                        |
| Église Notre-Dame-du-Bon-Port des Sables-d'Olonne                                               | Les Sables-d'Olonne                 |                                                              | 46° 29′ 45″ nord, 1° 47′ 10″ ouest                           | « PA00110222 »                                               | Classé                                                       | 1993                                                         | Église Notre-Dame-du-Bon-Port des Sables-d'Olonne                                               |
| Immeubles                                                                                       | Les Sables-d'Olonne                 | 1, 3, 5, 7 rue Travot 4, 4 bis place Maréchal-Foch           | 46° 29′ 42″ nord, 1° 47′ 03″ ouest                           | « PA00110223 »                                               | Inscrit                                                      | 1975                                                         | Immeubles                                                                                       |
| Phare de l'Armandèche                                                                           | Les Sables-d'Olonne                 | 4 Corniche du Nouch                                          | 46° 29′ 23″ nord, 1° 48′ 17″ ouest                           | « PA85000049 »                                               | Classé                                                       | 2012                                                         | Phare de l'Armandèche                                                                           |
| Phare des Barges                                                                                | Les Sables-d'Olonne                 |                                                              | 46° 29′ 42″ nord, 1° 50′ 31″ ouest                           | « PA85000043 »                                               | Inscrit                                                      | 2011                                                         | Phare des Barges                                                                                |
| Villa « Sans Souci »                                                                            | Les Sables-d'Olonne                 | 2 rue de la plage                                            | 46° 29′ 36″ nord, 1° 46′ 40″ ouest                           | « PA85000050 »                                               | Inscrit                                                      | 1988                                                         | Villa « Sans Souci »                                                                            |
| Menhir de la Petite-Roche                                                                       | Montréverd                          |                                                              | 46° 55′ 46″ nord, 1° 24′ 23″ ouest                           | « PA00110224 »                                               | Classé                                                       | 1989                                                         | Menhir de la Petite-Roche                                                                       |
| Église Saint-Aubin de Saint-Aubin-la-Plaine                                                     | Saint-Aubin-la-Plaine               |                                                              | 46° 30′ 28″ nord, 1° 03′ 35″ ouest                           | « PA00110225 »                                               | Inscrit                                                      | 1984                                                         | Image manquante Téléverser                                                                      |
| Enclos protohistorique                                                                          | Saint-Avaugourd-des-Landes          |                                                              | 46° 29′ 04″ nord, 1° 27′ 37″ ouest                           | « PA00110226 »                                               | Inscrit                                                      | 1988                                                         | Image manquante Téléverser                                                                      |
| Église Saint-Benoît de Saint-Benoist-sur-Mer                                                    | Saint-Benoist-sur-Mer               |                                                              | 46° 25′ 27″ nord, 1° 21′ 12″ ouest                           | « PA00110227 »                                               | Inscrit                                                      | 1956                                                         | Église Saint-Benoît de Saint-Benoist-sur-Mer                                                    |
| Moulin à vent de Saint-Cyr-des-Gâts                                                             | Saint-Cyr-des-Gâts                  | Le Champ-du-Trail                                            | 46° 34′ 24″ nord, 0° 53′ 10″ ouest                           | « PA00110228 »                                               | Inscrit                                                      | 1977                                                         | Moulin à vent de Saint-Cyr-des-Gâts                                                             |
| Ponts du Port-la-Claye                                                                          | Saint-Cyr-en-Talmondais             |                                                              | 46° 28′ 03″ nord, 1° 17′ 18″ ouest                           | « PA00110229 »                                               | Inscrit                                                      | 1985                                                         | Ponts du Port-la-Claye                                                                          |
| Église Saint-Denis de Saint-Denis-du-Payré                                                      | Saint-Denis-du-Payré                |                                                              | 46° 24′ 24″ nord, 1° 16′ 02″ ouest                           | « PA00110309 »                                               | Inscrit                                                      | 1991                                                         | Église Saint-Denis de Saint-Denis-du-Payré                                                      |
| Église Sainte-Cécile de Sainte-Cécile                                                           | Sainte-Cécile                       |                                                              | 46° 44′ 39″ nord, 1° 06′ 49″ ouest                           | « PA85000030 »                                               | Inscrit                                                      | 2007                                                         | Église Sainte-Cécile de Sainte-Cécile                                                           |
| Bâtiments du Gué                                                                                | Sainte-Flaive-des-Loups             |                                                              | 46° 36′ 42″ nord, 1° 34′ 40″ ouest                           | « PA00135562 »                                               | Inscrit                                                      | 1995                                                         | Image manquante Téléverser                                                                      |
| École de Sainte-Florence                                                                        | Essarts-en-Bocage                   |                                                              | 46° 47′ 49″ nord, 1° 09′ 07″ ouest                           | « PA85000014 »                                               | Inscrit                                                      | 1998                                                         | École de Sainte-Florence                                                                        |
| Château de la Chevallerie                                                                       | Sainte-Gemme-la-Plaine              |                                                              | 46° 29′ 21″ nord, 1° 06′ 52″ ouest                           | « PA00110296 »                                               | Inscrit                                                      | 1989                                                         | Image manquante Téléverser                                                                      |
| Église Sainte-Gemme de Sainte-Gemme-la-Plaine                                                   | Sainte-Gemme-la-Plaine              |                                                              | 46° 29′ 01″ nord, 1° 06′ 50″ ouest                           | « PA00135563 »                                               | Inscrit                                                      | 1995                                                         | Église Sainte-Gemme de Sainte-Gemme-la-Plaine                                                   |
| Logis de Chavigny                                                                               | Sainte-Gemme-la-Plaine              |                                                              | 46° 27′ 54″ nord, 1° 04′ 53″ ouest                           | « PA85000016 »                                               | Inscrit                                                      | 1999                                                         | Image manquante Téléverser                                                                      |
| Logis de la Popelinière                                                                         | Sainte-Gemme-la-Plaine              |                                                              | 46° 29′ 04″ nord, 1° 07′ 04″ ouest                           | « PA00110233 »                                               | Inscrit                                                      | 1982                                                         | Image manquante Téléverser                                                                      |
| Château de Sainte-Hermine                                                                       | Sainte-Hermine                      |                                                              | 46° 33′ 30″ nord, 1° 03′ 25″ ouest                           | « PA00110240 »                                               | Inscrit                                                      | 2005                                                         | Château de Sainte-Hermine                                                                       |
| Cimetière protestant de Sainte-Hermine                                                          | Sainte-Hermine                      |                                                              | 46° 32′ 57″ nord, 1° 03′ 10″ ouest                           | « PA00110241 »                                               | Inscrit                                                      | 1989                                                         | Image manquante Téléverser                                                                      |
| Église Notre-Dame de Sainte-Hermine église, ossuaire                                            | Sainte-Hermine                      |                                                              | 46° 33′ 27″ nord, 1° 03′ 21″ ouest                           | « PA00110242 »                                               | Inscrit                                                      | 1989                                                         | Église Notre-Dame de Sainte-Hermineéglise, ossuaire                                             |
| Église Saint-Pierre de Simon-la-Vineuse                                                         | Sainte-Hermine                      |                                                              | 46° 33′ 43″ nord, 1° 05′ 08″ ouest                           | « PA00110297 »                                               | Inscrit                                                      | 1990                                                         | Église Saint-Pierre de Simon-la-Vineuse                                                         |
| Logis du Petit-Magny                                                                            | Sainte-Hermine                      |                                                              | 46° 32′ 39″ nord, 1° 04′ 17″ ouest                           | « PA00110243 »                                               | Inscrit                                                      | 1985                                                         | Image manquante Téléverser                                                                      |
| Manoir de la Petite-Coudraie                                                                    | Sainte-Hermine                      |                                                              | 46° 32′ 08″ nord, 1° 05′ 22″ ouest                           | « PA00110244 »                                               | Inscrit                                                      | 1984                                                         | Image manquante Téléverser                                                                      |
| Marché couvert de Sainte-Hermine                                                                | Sainte-Hermine                      |                                                              | 46° 33′ 21″ nord, 1° 03′ 13″ ouest                           | « PA00110245 »                                               | Inscrit                                                      | 1985                                                         | Image manquante Téléverser                                                                      |
| Monument à Georges Clemenceau                                                                   | Sainte-Hermine                      |                                                              | 46° 33′ 19″ nord, 1° 03′ 41″ ouest                           | « PA85000013 »                                               | Inscrit                                                      | 1998                                                         | Monument à Georges Clemenceau                                                                   |
| Temple protestant de Sainte-Hermine                                                             | Sainte-Hermine                      | Petite-rue du Temple                                         | 46° 33′ 17″ nord, 1° 03′ 16″ ouest                           | « PA00110246 »                                               | Inscrit                                                      | 1989                                                         | Image manquante Téléverser                                                                      |
| Manoir de Chaligny                                                                              | Sainte-Pexine                       |                                                              | 46° 31′ 54″ nord, 1° 06′ 42″ ouest                           | « PA00110298 »                                               | Inscrit (bâtiments et murs de clôture) Inscrit (domaine)     | 1989 2019                                                    | Manoir de Chaligny                                                                              |
| Commanderie de Féolette                                                                         | Saint-Étienne-de-Brillouet          |                                                              | 46° 29′ 59″ nord, 0° 59′ 53″ ouest                           | « PA00132778 »                                               | Inscrit                                                      | 1994                                                         | Image manquante Téléverser                                                                      |
| Église Saint-Étienne de Saint-Étienne-de-Brillouet                                              | Saint-Étienne-de-Brillouet          |                                                              | 46° 31′ 27″ nord, 1° 00′ 00″ ouest                           | « PA00110231 »                                               | Inscrit                                                      | 1981                                                         | Église Saint-Étienne de Saint-Étienne-de-Brillouet                                              |
| Immeuble Le Donjon                                                                              | Saint-Fulgent                       | Rue du Couvent                                               | 46° 51′ 05″ nord, 1° 10′ 29″ ouest                           | « PA00110232 »                                               | Inscrit                                                      | 1987                                                         | Image manquante Téléverser                                                                      |
| Pont de Boisseau                                                                                | Saint-Georges-de-Montaigu           | R.N. 137                                                     | 46° 57′ 04″ nord, 1° 18′ 13″ ouest                           | « PA00110234 »                                               | Inscrit                                                      | 1984                                                         | Image manquante Téléverser                                                                      |
| Manoir du Vigneau                                                                               | Saint-Germain-l'Aiguiller           |                                                              | 46° 40′ 57″ nord, 0° 50′ 37″ ouest                           | « PA00110235 »                                               | Inscrit                                                      | 1984                                                         | Image manquante Téléverser                                                                      |
| Château des Roches-Baritaud                                                                     | Saint-Germain-de-Prinçay            |                                                              | 46° 43′ 55″ nord, 1° 03′ 44″ ouest                           | « PA00110236 »                                               | Inscrit                                                      | 1957                                                         | Château des Roches-Baritaud                                                                     |
| Logis des Grois                                                                                 | Saint-Germain-de-Prinçay            |                                                              | 46° 44′ 26″ nord, 1° 01′ 53″ ouest                           | « PA85000037 »                                               | Inscrit                                                      | 2010                                                         | Image manquante Téléverser                                                                      |
| Menhir des Roches-Baritaud                                                                      | Saint-Germain-de-Prinçay            | des Roches-Baritaud                                          | 46° 43′ 49″ nord, 1° 03′ 49″ ouest                           | « PA00110230 »                                               | Classé                                                       | 1983                                                         | Menhir des Roches-Baritaud                                                                      |
| Menhir des Roches-Baritaud                                                                      | Saint-Germain-de-Prinçay            | Château des Roches-Baritaud                                  | 46° 43′ 15″ nord, 1° 01′ 15″ ouest                           | « PA00110237 »                                               | Classé                                                       | 1987                                                         | Menhir des Roches-Baritaud                                                                      |
| Église Saint-Gilles de Saint-Gilles-Croix-de-Vie                                                | Saint-Gilles-Croix-de-Vie           |                                                              | 46° 41′ 45″ nord, 1° 56′ 00″ ouest                           | « PA00110239 »                                               | Inscrit                                                      | 1926                                                         | Église Saint-Gilles de Saint-Gilles-Croix-de-Vie                                                |
| Menhir de la Tonnelle                                                                           | Saint-Gilles-Croix-de-Vie           |                                                              | 46° 41′ 57″ nord, 1° 56′ 19″ ouest                           | « PA00110238 »                                               | Classé                                                       | 1921                                                         | Menhir de la Tonnelle                                                                           |
| Menhirs de la Rainière                                                                          | Saint-Hilaire-la-Forêt              |                                                              | 46° 28′ 17″ nord, 1° 31′ 41″ ouest                           | « PA00135565 »                                               | Inscrit                                                      | 1995                                                         | Image manquante Téléverser                                                                      |
| Église Saint-Hilaire de Saint-Hilaire-des-Loges                                                 | Saint-Hilaire-des-Loges             |                                                              | 46° 28′ 16″ nord, 0° 39′ 53″ ouest                           | « PA00110248 »                                               | Inscrit                                                      | 1926                                                         | Église Saint-Hilaire de Saint-Hilaire-des-Loges                                                 |
| Église Saint-Hilaire de Saint-Hilaire-de-Loulay                                                 | Saint-Hilaire-de-Loulay             |                                                              | 47° 00′ 14″ nord, 1° 19′ 58″ ouest                           | « PA85000031 »                                               | Inscrit                                                      | 2007                                                         | Image manquante Téléverser                                                                      |
| Pont de Sénard sur la Maine                                                                     | Saint-Hilaire-de-Loulay             | C.D. 77                                                      | 47° 00′ 40″ nord, 1° 21′ 26″ ouest                           | « PA00110247 »                                               | Classé                                                       | 1984                                                         | Pont de Sénard sur la Maine                                                                     |
| Manoir de la Chevillonnière                                                                     | Saint-Hilaire-le-Vouhis             |                                                              | 46° 41′ 56″ nord, 1° 07′ 22″ ouest                           | « PA85000022 »                                               | Inscrit                                                      | 2005                                                         | Image manquante Téléverser                                                                      |
| Logis de la Chesnelière                                                                         | Saint-Hilaire-de-Voust              |                                                              | 46° 35′ 29″ nord, 0° 40′ 57″ ouest                           | « PA00135564 »                                               | Inscrit                                                      | 1995                                                         | Image manquante Téléverser                                                                      |
| Château de Saint-Juire                                                                          | Saint-Juire-Champgillon             |                                                              | 46° 34′ 49″ nord, 1° 01′ 47″ ouest                           | « PA00110250 »                                               | Inscrit                                                      | 1972                                                         | Image manquante Téléverser                                                                      |
| Commanderie de Champgillon                                                                      | Saint-Juire-Champgillon             |                                                              | 46° 34′ 25″ nord, 1° 00′ 24″ ouest                           | « PA00110310 »                                               | Inscrit                                                      | 1991                                                         | Image manquante Téléverser                                                                      |
| Église Saint-Georges de Saint-Juire-Champgillon                                                 | Saint-Juire-Champgillon             |                                                              | 46° 34′ 42″ nord, 1° 01′ 35″ ouest                           | « PA00110249 »                                               | Inscrit                                                      | 1984                                                         | Église Saint-Georges de Saint-Juire-Champgillon                                                 |
| Logis Le Bâtiment                                                                               | Saint-Juire-Champgillon             | aussi sur Thiré                                              | 46° 33′ 16″ nord, 1° 00′ 37″ ouest                           | « PA85000026 »                                               | Inscrit                                                      | 1985 2007                                                    | Image manquante Téléverser                                                                      |
| Château du Plessis-le-Franc                                                                     | Saint-Laurent-de-la-Salle           |                                                              | 46° 34′ 12″ nord, 0° 55′ 26″ ouest                           | « PA00110251 »                                               | Inscrit                                                      | 1984                                                         | Image manquante Téléverser                                                                      |
| Pierre de criée de Saint-Maixent-sur-Vie                                                        | Saint-Maixent-sur-Vie               | Cimetière                                                    | 46° 44′ 27″ nord, 1° 49′ 17″ ouest                           | « PA00110252 »                                               | Classé                                                       | 1926                                                         | Image manquante Téléverser                                                                      |
| Château de Saint-Martin-Lars-en-Sainte-Hermine                                                  | Saint-Martin-Lars-en-Sainte-Hermine |                                                              | 46° 35′ 27″ nord, 0° 58′ 53″ ouest                           | « PA85000041 »                                               | Inscrit                                                      | 2010                                                         | Image manquante Téléverser                                                                      |
| Église Saint-Martin de Saint-Martin-Lars-en-Sainte-Hermine                                      | Saint-Martin-Lars-en-Sainte-Hermine |                                                              | 46° 35′ 30″ nord, 0° 58′ 43″ ouest                           | « PA00110254 »                                               | Classé                                                       | 1987                                                         | Église Saint-Martin de Saint-Martin-Lars-en-Sainte-Hermine                                      |
| Château de la Grève                                                                             | Saint-Martin-des-Noyers             |                                                              | 46° 42′ 57″ nord, 1° 12′ 38″ ouest                           | « PA00110253 »                                               | Inscrit                                                      | 1984                                                         | Château de la Grève                                                                             |
| Logis du Fief Mignoux                                                                           | Saint-Maurice-des-Noues             |                                                              | 46° 35′ 23″ nord, 0° 42′ 00″ ouest                           | « PA85000005 »                                               | Inscrit                                                      | 1996                                                         | Image manquante Téléverser                                                                      |
| Logis et chapelle de l'Audrière                                                                 | Saint-Mesmin                        |                                                              | 46° 49′ 20″ nord, 0° 46′ 36″ ouest                           | « PA00110255 »                                               | Inscrit                                                      | 1988                                                         | Image manquante Téléverser                                                                      |
| Château de la Baugisière                                                                        | Saint-Michel-le-Cloucq              |                                                              | 46° 29′ 01″ nord, 0° 44′ 00″ ouest                           | « PA00110315 »                                               | Inscrit                                                      | 1993 2006                                                    | Château de la Baugisière                                                                        |
| Abbaye de Saint-Michel-en-l'Herm                                                                | Saint-Michel-en-l'Herm              |                                                              | 46° 21′ 08″ nord, 1° 14′ 56″ ouest                           | « PA00110256 »                                               | Classé Inscrit                                               | 1973 1984                                                    | Image manquante Téléverser                                                                      |
| Chapelle de la Dire                                                                             | Saint-Michel-en-l'Herm              |                                                              | 46° 18′ 13″ nord, 1° 15′ 13″ ouest                           | « PA00110257 »                                               | Inscrit                                                      | 1983                                                         | Image manquante Téléverser                                                                      |
| Château de la Bonnelière                                                                        | Sèvremont                           | Saint-Michel-Mont-Mercure                                    | 46° 49′ 36″ nord, 0° 56′ 07″ ouest                           | « PA00110258 »                                               | Inscrit                                                      | 1972                                                         | Image manquante Téléverser                                                                      |
| Château des Noyers                                                                              | Saint-Paul-en-Pareds                |                                                              | 46° 50′ 29″ nord, 0° 57′ 06″ ouest                           | « PA00135566 »                                               | Inscrit                                                      | 1995                                                         | Image manquante Téléverser                                                                      |
| Église Saint-Paul de Saint-Paul-en-Pareds                                                       | Saint-Paul-en-Pareds                |                                                              | 46° 49′ 27″ nord, 0° 59′ 04″ ouest                           | « PA00110259 »                                               | Inscrit                                                      | 1984                                                         | Église Saint-Paul de Saint-Paul-en-Pareds                                                       |
| Château de la Ménardière                                                                        | Saint-Pierre-du-Chemin              |                                                              | 46° 42′ 37″ nord, 0° 41′ 20″ ouest                           | « PA00110260 »                                               | Inscrit                                                      | 1976                                                         | Image manquante Téléverser                                                                      |
| Église Saint-Pierre de Saint-Pierre-du-Chemin                                                   | Saint-Pierre-du-Chemin              |                                                              | 46° 41′ 46″ nord, 0° 42′ 01″ ouest                           | « PA00110261 »                                               | Classé                                                       | 1906                                                         | Église Saint-Pierre de Saint-Pierre-du-Chemin                                                   |
| Église Saint-Roch de Chalais                                                                    | Saint-Pierre-le-Vieux               |                                                              | 46° 23′ 15″ nord, 0° 44′ 59″ ouest                           | « PA00110262 »                                               | Inscrit                                                      | 1927                                                         | Église Saint-Roch de Chalais                                                                    |
| Prieuré de Grammont                                                                             | Saint-Prouant                       |                                                              | 46° 44′ 55″ nord, 0° 59′ 09″ ouest                           | « PA00110263 »                                               | Inscrit                                                      | 1987                                                         | Prieuré de Grammont                                                                             |
| Château de la Chabotterie                                                                       | Montréverd                          |                                                              | 46° 52′ 47″ nord, 1° 24′ 20″ ouest                           | « PA00110264 »                                               | Inscrit                                                      | 1958                                                         | Château de la Chabotterie                                                                       |
| Menhir de la Chenillée                                                                          | Saint-Vincent-sur-Graon             |                                                              | 46° 27′ 46″ nord, 1° 22′ 25″ ouest                           | « PA00110265 »                                               | Inscrit                                                      | 1988                                                         | Menhir de la Chenillée                                                                          |
| Dolmen du Grand-Bouillac                                                                        | Saint-Vincent-sur-Jard              |                                                              | 46° 25′ 33″ nord, 1° 32′ 26″ ouest                           | « PA00110266 »                                               | Classé                                                       | 1991                                                         | Dolmen du Grand-Bouillac                                                                        |
| Maison de Georges Clemenceau                                                                    | Saint-Vincent-sur-Jard              |                                                              | 46° 24′ 23″ nord, 1° 32′ 51″ ouest                           | « PA00110267 »                                               | Classé                                                       | 1970                                                         | Maison de Georges Clemenceau                                                                    |
| Église Saint-Martin de Sallertaine                                                              | Sallertaine                         |                                                              | 46° 51′ 35″ nord, 1° 57′ 35″ ouest                           | « PA00110268 »                                               | Classé                                                       | 1910 1912                                                    | Église Saint-Martin de Sallertaine                                                              |
| Moulin à vent de Rairé                                                                          | Sallertaine                         |                                                              | 46° 51′ 49″ nord, 1° 58′ 47″ ouest                           | « PA00110269 »                                               | Inscrit                                                      | 1976                                                         | Moulin à vent de Rairé                                                                          |
| Château de la Girardie                                                                          | Sérigné                             |                                                              | 46° 30′ 46″ nord, 0° 50′ 54″ ouest                           | « PA00110270 »                                               | Inscrit Classé                                               | 1988 1993                                                    | Image manquante Téléverser                                                                      |
| Église Saint-Hilaire de Sérigné                                                                 | Sérigné                             |                                                              | 46° 30′ 05″ nord, 0° 50′ 41″ ouest                           | « PA00110271 »                                               | Inscrit                                                      | 1989                                                         | Église Saint-Hilaire de Sérigné                                                                 |
| Château de Sigournais                                                                           | Sigournais                          |                                                              | 46° 42′ 27″ nord, 0° 59′ 07″ ouest                           | « PA00110272 »                                               | Classé Inscrit Classé                                        | 1946 1987 1992                                               | Château de Sigournais                                                                           |
| Château-Neuf de Sigournais                                                                      | Sigournais                          |                                                              | 46° 42′ 26″ nord, 0° 58′ 58″ ouest                           | « PA00135567 »                                               | Inscrit                                                      | 1995                                                         | Château-Neuf de Sigournais                                                                      |
| La Jordronnière                                                                                 | Sigournais                          |                                                              | 46° 41′ 37″ nord, 0° 57′ 46″ ouest                           | « PA85000021 »                                               | Inscrit                                                      | 2005                                                         | Image manquante Téléverser                                                                      |
| Croix hosannière de Soullans                                                                    | Soullans                            |                                                              | 46° 47′ 45″ nord, 1° 53′ 45″ ouest                           | « PA00110273 »                                               | Inscrit                                                      | 1926                                                         | Croix hosannière de Soullans                                                                    |
| Maison de Charles Milcendeau                                                                    | Soullans                            | Bois-Durand                                                  | 46° 46′ 44″ nord, 1° 54′ 33″ ouest                           | « PA85000055 »                                               | Inscrit                                                      | 2016                                                         | Maison de Charles Milcendeau                                                                    |
| Pierre Levée                                                                                    | Soullans                            |                                                              | 46° 49′ 17″ nord, 1° 53′ 56″ ouest                           | « PA00110274 »                                               | Classé                                                       | 1926                                                         | Pierre Levée                                                                                    |
| Château des Granges-Cathus                                                                      | Talmont-Saint-Hilaire               |                                                              | 46° 28′ 29″ nord, 1° 36′ 03″ ouest                           | « PA00110276 »                                               | Classé Inscrit                                               | 1984                                                         | Image manquante Téléverser                                                                      |
| Château de Talmont-Saint-Hilaire                                                                | Talmont-Saint-Hilaire               |                                                              | 46° 28′ 03″ nord, 1° 37′ 09″ ouest                           | « PA00110275 »                                               | Classé                                                       | 2009                                                         | Château de Talmont-Saint-Hilaire                                                                |
| Église Saint-Hilaire de Talmont                                                                 | Talmont-Saint-Hilaire               |                                                              | 46° 28′ 12″ nord, 1° 36′ 09″ ouest                           | « PA00110277 »                                               | Inscrit                                                      | 1927                                                         | Église Saint-Hilaire de Talmont                                                                 |
| Dolmen de Pierre Folle                                                                          | Thiré                               | Le Pus                                                       | 46° 33′ 09″ nord, 0° 59′ 53″ ouest                           | « PA00110278 »                                               | Classé                                                       | 1968                                                         | Dolmen de Pierre Folle                                                                          |
| Église Saint-Pierre de Thiré                                                                    | Thiré                               |                                                              | 46° 33′ 01″ nord, 1° 00′ 29″ ouest                           | « PA00110279 »                                               | Inscrit                                                      | 1927                                                         | Église Saint-Pierre de Thiré                                                                    |
| Jardins du Bâtiment                                                                             | Thiré                               | aussi sur Saint-Juire-Champgillon                            | 46° 33′ 10″ nord, 1° 00′ 44″ ouest                           | « PA00110280 »                                               | Inscrit                                                      | 1985 2007                                                    | Image manquante Téléverser                                                                      |
| Logis de la Barre                                                                               | Thorigny                            |                                                              | 46° 37′ 56″ nord, 1° 15′ 57″ ouest                           | « PA00110299 »                                               | Inscrit                                                      | 1990                                                         | Image manquante Téléverser                                                                      |
| Château de Tiffauges                                                                            | Tiffauges                           |                                                              | 47° 00′ 59″ nord, 1° 06′ 53″ ouest                           | « PA00110281 »                                               | Classé Inscrit (digue)                                       | 1957 2018                                                    | Château de Tiffauges                                                                            |
| Église Saint-Jean de Tiffauges                                                                  | Tiffauges                           | Rue du Donjon                                                | 47° 00′ 50″ nord, 1° 06′ 58″ ouest                           | « PA00110282 »                                               | Inscrit                                                      | 1926                                                         | Image manquante Téléverser                                                                      |
| Minche du Diable                                                                                | Vairé                               | La-Combe-La-Petite-Enclose                                   | 46° 36′ 06″ nord, 1° 46′ 06″ ouest                           | « PA00110283 »                                               | Inscrit                                                      | 1969                                                         | Image manquante Téléverser                                                                      |
| Église Saint-Jean-Baptiste de Velluire                                                          | Velluire                            |                                                              | 46° 24′ 18″ nord, 0° 53′ 37″ ouest                           | « PA00110284 »                                               | Inscrit                                                      | 1927                                                         | Église Saint-Jean-Baptiste de Velluire                                                          |
| Château de Vendrennes                                                                           | Vendrennes                          |                                                              | 46° 49′ 37″ nord, 1° 07′ 25″ ouest                           | « PA00110285 »                                               | Inscrit                                                      | 1991                                                         | Château de Vendrennes                                                                           |
| Église Saint-Maxent de Vouillé-les-Marais                                                       | Vouillé-les-Marais                  |                                                              | 46° 23′ 18″ nord, 0° 57′ 48″ ouest                           | « PA00110286 »                                               | Inscrit                                                      | 1984                                                         | Église Saint-Maxent de Vouillé-les-Marais                                                       |
| Église Notre-Dame-de-l'Assomption de Vouvant                                                    | Vouvant                             |                                                              | 46° 34′ 19″ nord, 0° 46′ 11″ ouest                           | « PA00110287 »                                               | Classé                                                       | 1840 1940 1942                                               | Église Notre-Dame-de-l'Assomption de Vouvant                                                    |
| Enceinte fortifiée de Vouvant enceinte, tour Mélusine                                           | Vouvant                             |                                                              | 46° 34′ 25″ nord, 0° 46′ 20″ ouest                           | « PA00110288 »                                               | Inscrit                                                      | 1927 1984                                                    | Enceinte fortifiée de Vouvantenceinte, tour Mélusine                                            |
| Vieux pont de Vouvant                                                                           | Vouvant                             |                                                              | 46° 34′ 18″ nord, 0° 46′ 00″ ouest                           | « PA00110289 »                                               | Inscrit                                                      | 1927                                                         | Vieux pont de Vouvant                                                                           |
| Château des Chassenon                                                                           | Xanton-Chassenon                    |                                                              | 46° 28′ 41″ nord, 0° 42′ 06″ ouest                           | « PA00110290 »                                               | Classé                                                       | 1956                                                         | Image manquante Téléverser                                                                      |
| Église Saint-Pierre de Xanton-Chassenon                                                         | Xanton-Chassenon                    |                                                              | 46° 27′ 13″ nord, 0° 41′ 35″ ouest                           | « PA00110291 »                                               | Inscrit                                                      | 1927                                                         | Église Saint-Pierre de Xanton-Chassenon                                                         |
| Prieuré de Xanton-Chassenon                                                                     | Xanton-Chassenon                    |                                                              | 46° 27′ 08″ nord, 0° 41′ 45″ ouest                           | « PA85000023 »                                               | Inscrit                                                      | 2005                                                         | Image manquante Téléverser                                                                      |